# Konrad Heldmann
Konrad Heldmann (* 30. September 1940 in Halle/Saale) ist ein deutscher Altphilologe. Von 1985 bis 2005 war er Professor für Klassische Philologie an der Christian-Albrechts-Universität zu Kiel.

## Leben
Heldmann studierte nach dem Abitur am Friedrichsgymnasium Kassel Klassische Philologie, Geschichte und Germanistik an den Universitäten Marburg, Heidelberg und Freiburg im Breisgau. Nach dem Staatsexamen in den Fächern Latein, Griechisch und Geschichte wurde er in Freiburg 1972 mit der Dissertation über die Tragödien Senecas promoviert. Anschließend arbeitete er von 1972 bis 1980 als Wissenschaftlicher Assistent in Freiburg. Nach seiner Habilitation (1980) arbeitete er als Akademischer Rat und Privatdozent in Freiburg sowie ein Semester in Basel.
1985 folgte er einem Ruf der Kieler Universität auf eine Professur für Klassische Philologie mit dem Schwerpunkt Latinistik. Einen Ruf der Universität Gießen (1988) lehnte er ab. Von 1994 bis 1998 war er Dekan bzw. Prodekan der Philosophischen Fakultät der Universität Kiel, von 2001 bis 2005 Herausgeber der Zeitschrift Christiana Albertina. Forschungen und Berichte aus der Christian-Albrechts-Universität zu Kiel. 1998 wurde er zum ordentlichen Mitglied der Joachim-Jungius-Gesellschaft der Wissenschaften zu Hamburg ernannt, nach Gründung der Akademie der Wissenschaften in Hamburg im Jahre 2005 zu deren Seniormitglied berufen. Seit 2005 befindet er sich im Ruhestand. Sein Nachfolger auf dem Kieler Lehrstuhl ist Thorsten Burkard.
Heldmanns Forschungsgebiete liegen im Bereich der römischen und griechischen Literatur. Seine Forschungsschwerpunkte sind römische Literaturgeschichte, antike Rhetorik und Literaturkritik, antike Geschichtsschreibung und klassische sowie nachklassische römische Dichtung. Darüber hinaus beschäftigt er sich mit den Darstellungsformen mythologischer Erzählungen bei Ovid und in den bildenden Künsten der Neuzeit.

## Schriften (Auswahl)
- Lucius Annaeus Seneca, Oedipus. Lateinisch und deutsch. Übersetzt und mit einem Nachwort herausgegeben, Stuttgart 1974.
- Untersuchungen zu den Tragödien Senecas. Wiesbaden 1974 (Hermes-Einzelschriften 31).
- Antike Theorien über Entwicklung und Verfall der Redekunst, München 1982 (Zetemata 77).
- Die Niederlage Homers im Dichterwettstreit mit Hesiod, Göttingen 1982 (Hypomnemata 75).
- Sallust über die römische Weltherrschaft. Ein Geschichtsmodell im Catilina und seine literarische Tradition, Stuttgart 1993 (Beiträge zur Altertumskunde 34).
- Dichtkunst oder Liebeskunst? Die mythologischen Erzählungen in Ovids Ars amatoria, Göttingen 2001 (Nachrichten der Akademie der Wissenschaften zu Göttingen, philosophisch-historische Klasse, Jahrgang 2001, Heft 5).
- Sine ira et studio. Das Subjektivitätsprinzip der römischen Geschichtsschreibung und das Selbstverständnis antiker Historiker, München 2011 (Zetemata 139).
- Europa und der Stier oder der Brautraub des Zeus: Die Entführung Europas in den Darstellungen der griechischen und römischen Antike, Göttingen 2016.